# 邹渊
邹渊，小说《水浒传》中人物，邹润的叔叔，为人忠良慷慨，兼一身好武艺，气性高强，不肯容人。和侄子一般岁数，也一般好赌，两人在登云山落草为寇。因被孙新请去营救解珍、解宝，成功之后一同入了梁山。受招安后，在征讨方腊中，攻清溪时身亡。

## 影视形象
- 1983年山东版《水浒》：華道智
- 2011年版《水浒传》：吳克剛